# Jon Bentley

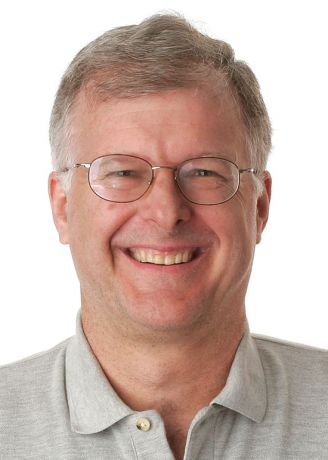

Louis Jon Bentley (n. 20 de febrero de 1953 en Long Beach, California) es un investigador en el campo de la informática.
Bentley recibió una B.S en Ciencias Matemáticas de la Universidad de Stanford en 1974, y M.S. y doctorado en 1976 en la Universidad de Carolina del Norte en Chapel Hill, mientras estudiaba, también ocupó pasantías en Xerox Palo Alto Research Center y el Centro del Acelerador Lineal de Stanford. Después de recibir su doctorado, se unió a la facultad en la Universidad Carnegie-Mellon University como profesor asistente de ciencias de la computación y matemáticas. En ésta, sus alumnos Brian Reid, John Ousterhout, Eppinger Jeff, Bloch Josué, y James Gosling, fueron los asesores de Charles Leiserson. Más tarde, Bentley se trasladó a los Laboratorios Bell.